# Resago
Le Resago est un cône volcanique du Chili possédant deux cratères.